# Espinosa (Valdeolea)
Espinosa es una localidad española del municipio de Valdeolea, perteneciente a la comunidad autónoma de Cantabria.

## Toponimia
El lugar puede encontrarse referido con los nombres de Espinosa y Espinosa de Valdeolea.

## Historia
Hacia mediados del siglo XIX, el lugar, ya por entonces perteneciente al municipio de Valdeolea, tenía contabilizada una población de 49 habitantes. Aparece descrito en el séptimo volumen del Diccionario geográfico-estadístico-histórico de España y sus posesiones de Ultramar de Pascual Madoz con las siguientes palabras:

ESPINOSA DE VALDEOLEA: l. en la prov. de Santander, part. jud. de Reinosa, dióc., aud. terr. y c. g. de Burgos, ayunt. de Valdeolea: sit. en la hermandad de este nombre, junto á un arroyo que baja de las ventas del Conde y Casasola; su clima es bastante sano. Tiene igl. y buenas aguas potables. Confina con los pueblos de Reinosilla, Sta. Olalla y la Mata de Hoz. El terreno es de mediana calidad, le fertilizan las aguas del mencionado arroyo, y prod. granos, legumbres y pastos; cria ganados y alguna caza. pobl.: 13 vec., 49 alm. contr. con el ayunt.
(Madoz, 1847, p. 575)

En 2024, la entidad singular de población de Espinosa tenía empadronados 2 habitantes, ambos en el núcleo de población de ese nombre.